# Giorgos Kalafatis

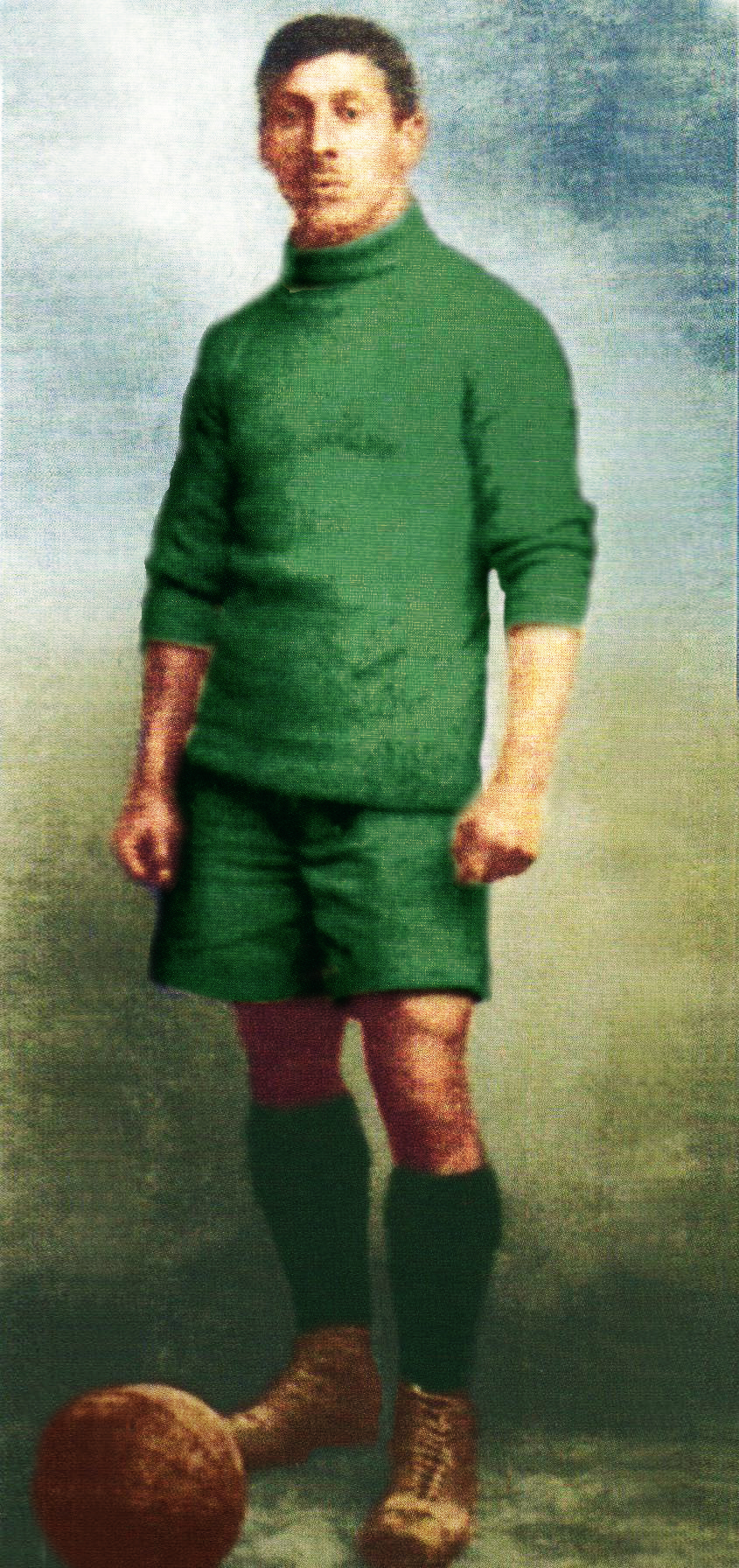
Giorgos Kalafatis

Giorgos Kalafatis (griechisch Γιώργος Καλαφάτης, * 1890 in Athen; † 19. Februar 1964 ebenda) war ein griechischer Leichtathlet und Fußballspieler. Kalafatis gilt heute als einer der Gründungsväter des griechischen Fußballs.

## Leben
Der nur wenige hundert Meter vom Apostolos-Nikolaidis-Stadion in Exarchia geborene Giorgos Kalafatis war der Gründer des griechischen Sportvereins Panathinaikos Athen. Er gilt als einer der größten griechischen Sportler aller Zeiten und stellte eine Reihe von griechischen Rekorden in Sprung-, Wurf- sowie Sprintwettbewerben auf. Da seine größte Leidenschaft allerdings der Fußball war, beantragte Kalafatis bei seinem Verein Panellinios Athen die Gründung einer Fußballabteilung. Als die Vereinsführung der Bitte nicht nachkam, entschloss sich Kalafatis auszutreten und eigenständig einen neuen Verein zu gründen. Im Herbst 1908 entstand somit der Podosferikos Omilos Athinon (POA), aus dem in den Folgejahren Panathinaikos Athen hervorging.